# Ayran

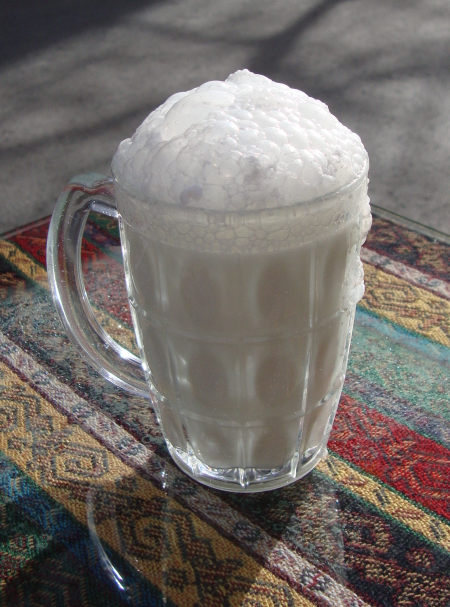
Een kop verse ayran

Ayran is een Turkse koude drank op basis van yoghurt, zout en water.

## Herkomst
In Turkije en alle Turkstalige landen (zoals, Azerbeidzjan, Turkmenistan, Kazachstan, Oezbekistan en Kirgistan) wordt ayran genuttigd. Aangezien het drankje gemaakt is van yoghurt is het aannemelijk dat de drank in Centraal-Azië is ontstaan, het oorspronkelijke woongebied van Turkse en Mongoolse nomaden. Airan is licht mousserend en heeft een yoghurtsmaak.
Ayran wordt ook veel gedronken in het Midden-Oosten en Europa. In Bulgarije wordt deze drank gemaakt van Bulgaarse yoghurt, aangelengd met water. De smaak lijkt op die van karnemelk. Vergelijkbare dranken in andere landen zijn lassi in India, Pakistan en doogh in Iran. Arameeërs kennen het drankje als Daughe.

## Ingrediënten
Ayran wordt samengesteld uit een deel yoghurt, drie delen water en een beetje zout. De commercieel vervaardigde versie bevat meestal deze basis hoewel er ook varianten verkocht worden met citroensap, peper, basilicum, muntblad of toegevoegde room. De drank wordt koel geserveerd, eventueel worden er ijsblokjes toegevoegd. In Nederland is fabrieksmatige ayran te verkrijgen in Turkse speciaalzaken of supermarkten.